# Хемптон (Њу Хемпшир)
Хемптон (енгл. Hampton) насељено је место без административног статуса у америчкој савезној држави Њу Хемпшир.

## Демографија
По попису из 2010. године број становника је 9.656, што је 530 (5,8%) становника више него 2000. године.
| Група             | 2000.         | 2010.         |
| Белци             | 8.877 (97,3%) | 9.172 (95,0%) |
| Афроамериканци    | 17 (0,2%)     | 66 (0,7%)     |
| Азијати           | 99 (1,1%)     | 138 (1,4%)    |
| Хиспаноамериканци | 81 (0,9%)     | 175 (1,8%)    |
| Укупно            | 9.126         | 9.656         |